# Gustav Graben-Hoffmann
Gustav Hoffmann, dit Graben-Hoffmann (né le 7 mars 1820 à Bnin près de Posen et mort le 20 mai 1900 à Potsdam) est un professeur de chant, compositeur et chanteur prussien.

## Biographie
Hoffmann est d'abord chantre à Schubin près de Bromberg, puis à partir de 1840 enseignant à l'école municipale de Posen. En 1843, il déménage à Berlin, où il perfectionne son chant. En plus il étudie la composition auprès d'Emil Tschirch et de Gustav Reichardt (de). Il devient en 1844  soliste à la Sing-Akademie zu Berlin, et enseigne la musique à Potsdam. Mais à cause d'une grave maladie il ne peut plus faire de concert à partir de 1848. Il devient franc-maçon en 1850 à la loge « Teutonia zur Weisheit » de Potsdam.
Il reprend ses études de composition en 1857, cette fois-ci auprès de Moritz Hauptmann à Leipzig et devient professeur de chant à Dresde. Il retourne en 1869 s'installer à Berlin où il ouvre une école de chant pour dames. Au début des années 1880, il déménage à Dresde, puis retourne à Potsdam en 1885.
Graben-Hoffmann a composé des centaines de chants et de nombreux Lieder, pour les enfants et certains à sujet comique, comme par exemple Fünfmalhunderttausend Teufel. Il arrive à se faire un nom dans ce domaine et déclare que « c'est [sa] joie d'être compositeur de Lieder ». Il a enseigné le chant et le piano à des générations de jeunes filles de la bonne société. En tant que professeur de chant, il utilisait la méthode de Nicola Vaccai, par ses ouvrages : Die Pflege der Singstimme (Dresde, 1863) et Praktische Methode als Grundlage für den Kunstgesang (1873).
Ses pairs et quelques élèves lui font ériger une sépulture au Neuer Friedhof de Potsdam.

## Quelques œuvres
- Sechs Lieder, op. 1.
 Lebens Herbstlied (texte : Friedrich de La Motte-Fouqué), Nr.?
 Traumbild (texte : Heinrich Heine), Nr. 6
- Fünfmalhunderttausend Teufel, für eine Bassstimme, ...allen seinen heitern Freunden gewidmet. op. 5 (éd. Berlin, Schlesinger)
- Fliegende Blätter: Sieben Lieder, op. 6
 Im wunderschönen Monat Mai (texte : Heinrich Heine), Nr. 1
 Trost (texte : Heinrich Heine), Nr. 4
 Zum ersten Mai (texte : Heinrich Heine), Nr. 7

- Die Prinzessin Ilse (texte : Heinrich Heine), op. 8
- Drei Duette, op. 17
 Mein Liebchen, wir saßen beisammen (texte : Heinrich Heine), Nr. 2 a
- Der liebeswunde Ritter (texte : Heinrich Heine), op. 18
- Lieder, op. 36
 Es war ein alter König (texte : Heinrich Heine), Nr. 4
- Meine Ruh ist hin (texte : Johann Wolfgang von Goethe), op. 65
- Du bist wie eine Blume (texte : Heinrich Heine), op. 74
- Dein Name, o Herr, ist göttliche Güte (texte : Georg Wilhelm Schulze (de)), op. 79
- Drei Lieder, op. 85
 Sterne mit den gold’nen Füßchen (texte : Heinrich Heine), Nr. 2
- ?, op. 95.
 Schneeglöckchen (texte : Hein, non pas H. Heine), Nr. 2
- Des Mägdleins Liederwald. 80 beliebte und bewährte Lieder mit Pianobegleitung gesammelt und für angehende Sängerinnen eingerichtet. 2 vol. Lehne & Komp., Hanovre